# ブレスト・サクラメント
ブレスト・サクラメント(Blessed Sacrament)は、アメリカ合衆国マサチューセッツ州ケンブリッジを本拠地とするカラーガードチームである。

## 概要
ブレスト・サクラメントは、WGI30年の歴史の中で実に29回の出場経験を持ち、現在まで28年連続でワールドクラスファイナリストという強豪チームである。その名称からも判るとおり、元々の母体はキリスト地方教会である。親しみを込めて『SAC』の愛称で呼ばれている。

## 変遷
大都会ボストンから程近いケンブリッジ港のキリスト教区において、ブレストサクラメントは1930年代に女性ばかりのドリルチームとして誕生した。
当初は夏のマーチングシーズンのみの活動を行う団体であったが、1960年代には冬季の活動も併せて行うようになる。その後1970年代終期には冬季の活動のみにシフトして行った。
1980年代に入るまでには母体であるキリスト教区から財政的にも独立した団体となっていくが、そのルーツは忠実にその後のSACへと受け継がれている。
1980年代は、ワールドクラスで快進撃を続け、メンバーはアメリカ国内のみならず、日本やイングランド等海外からの参加者も多数に上る。
設立当初から一貫してAll-Female（女性のみの編成）を貫いていたが、2000年の『Run Lora Run』を最後に、新世紀2001年からウエポン強化のため男性混合チームへと様変わりした。
地区大会では30回の優勝経験を誇り、WGIにおいては6位以内の入賞経験は16回、6個のメダルを獲得している。（1988年、2005年、2007年に銅メダル、1989年、2006年には銀メダル、1990年にはサンノゼ・レイダースと金メダルをシェアしている）